# Riu Alhama (Granada)
El riu Alhama és un corrent d'aigua de la província de Granada a l'estat espanyol.
Neix a la cara nord de la Serra Nevada en terme municipal de Lugros, i passa pels termes municipals de Lugros, Polícar, Beas de Guadix, Marchal i Purullena. Desaigua al riu Fardes, que al seu torn és un afluent del Guadiana Menor, i forman part per tant de la conca del Guadalquivir.